# Matías Orihuela
Matías Orihuela (Córdoba, 17 febbraio 1992) è un calciatore argentino, difensore dell'Atl. Tucumán.

## Caratteristiche tecniche
È un terzino sinistro che può giocare anche a centrocampo.